# Loreto (municipalité de Basse-Californie du Sud)
Loreto est une municipalité mexicaine de l'État de Basse-Californie du Sud dont le siège est la ville de Loreto.

## Géographie

### Situation
La municipalité s'étend sur 4 878 km2 dans le centre de l'État de Basse-Californie du Sud, le long du golfe de Californie sur lequel elle possède une côte de 223 km du nord au sud. Elle est limitrophe des municipalités de Mulegé au nord-ouest et de Comondú à l'ouest et au sud.

## Politique et administration
La municipalité est dirigée par un maire (« président municipal ») et un conseil, élus pour trois ans. Depuis 2021, la maire est Paola Cota Davis, du Parti action nationale (PAN).